# Grupa Operacyjna „Wisła”
Grupa Operacyjna „Wisła” – doraźnie zorganizowany związek operacyjny Ludowego Wojska Polskiego.

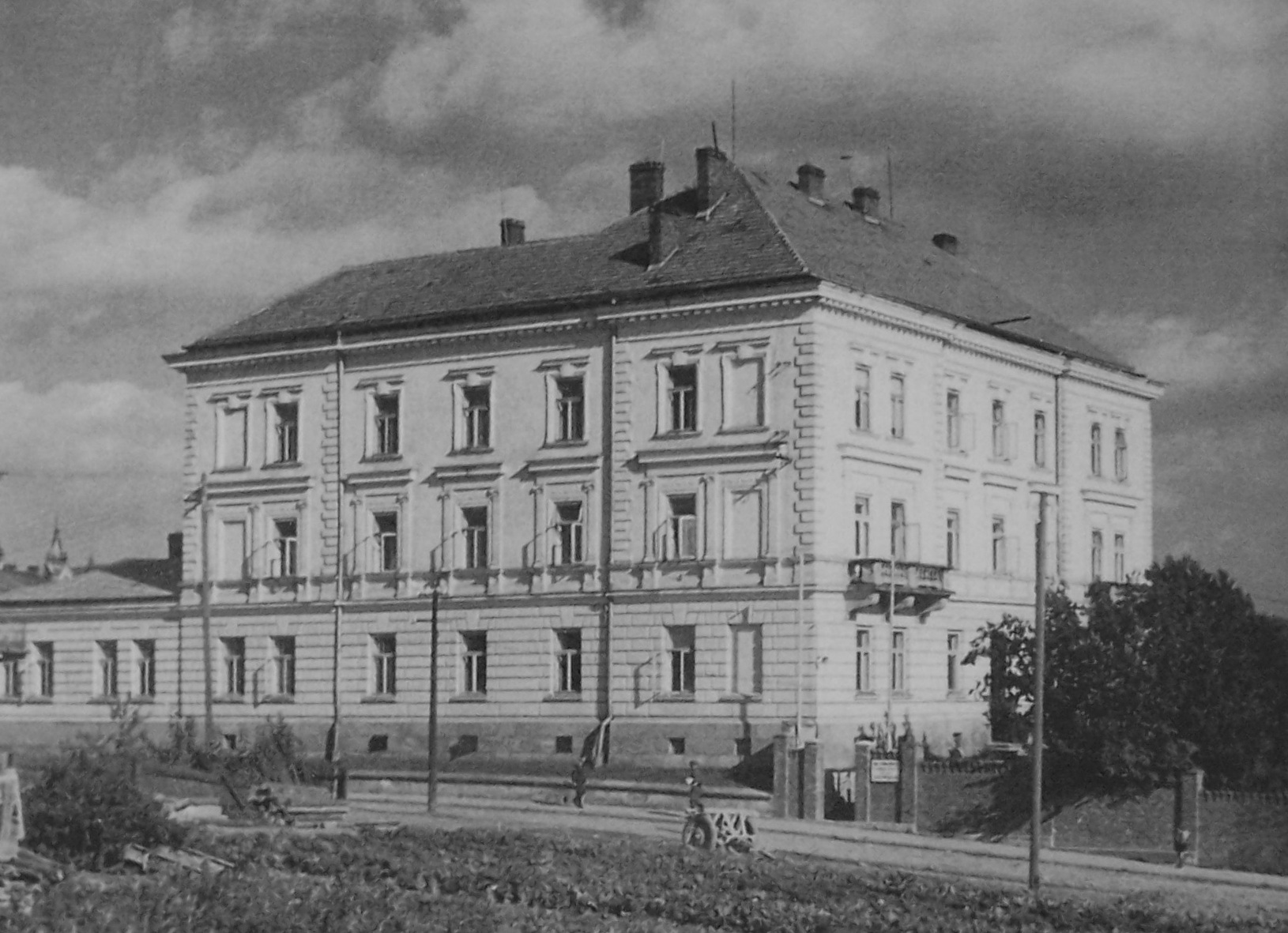
Budynek przy ul. Henryka Sienkiewicza 5 w Sanoku – siedziba PUBP i sztabu GO „Wisła”

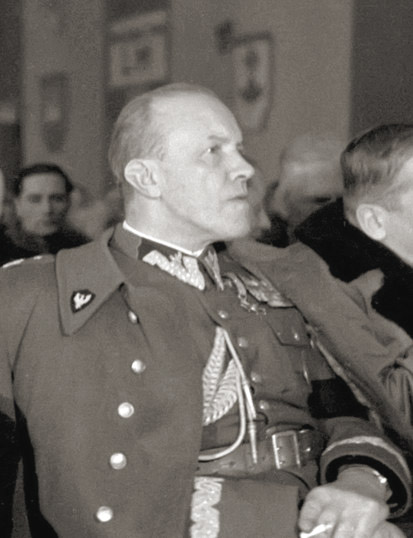
Stefan Mossor – dowódca Grupy Operacyjnej „Wisła”

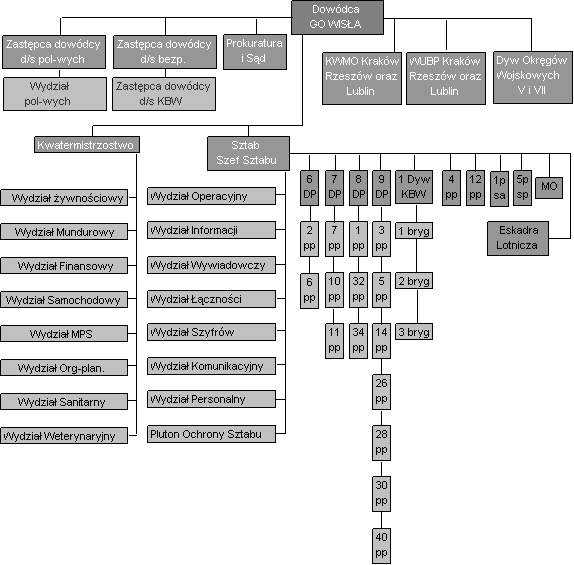
Struktura Grupy Operacyjnej „Wisła”

## Powstanie
Genezą powstania jednostki było zamordowanie gen. broni Karola Świerczewskiego 28 marca 1947 pod Jabłonkami i dokonana w tym samym miejscu przez ukraińskich nacjonalistów cztery dni później zasadzka na 34-osobową grupę manewrową Wojsk Ochrony Pogranicza nr z Koszalina. Zdarzenia te skłoniły władze Polski Ludowej do „podjęcia radykalnych środków celem zlikwidowania band ukraińskich na terenie południowo-wschodniej Polski”. Państwowy Komitet Bezpieczeństwa z 14 kwietnia 1947 oraz Naczelny Dowódca Wojsk Polskich rozkazem z 17 kwietnia 1947 zdecydowali o przeprowadzeniu o akcji specjalnej pod pseudonimem „Wisła”. Grupa Operacyjna „Wisła” jako związek operacyjny został powołany z dniem 20 kwietnia 1947 zarządzeniem Państwowej Komisji Bezpieczeństwa nr 00189/III z dnia 17 kwietnia 1947 do przeprowadzenia akcji „Wisła”.
Trzon grupy stanowiły kombinowane pułki piechoty sformowane z najlepiej wyszkolonych żołnierzy wybranych ze składu trzynastu dywizji piechoty. Na czas akcji otrzymały nową numeracje, w większości odpowiadającą numerom tworzących je dywizji. Zasadą było, że poszczególne bataliony wystawiane były przez pułki piechoty macierzystych dywizji, a dowództwo formowane było na bazie grupy operacyjnej sztabu jednego z pułków.

## Struktura organizacyjna grupy

### Dowództwo
- dowódca – gen. Stefan Mossor[2][1]
  - zastępca ds. bezpieczeństwa – płk Grzegorz Korczyński[1]
  - zastępca ds. KBW – płk Juliusz Hibner[1]
  - zastępca ds. polityczno-wychowawczych – płk Bolesław Sidziński[1]
  - szef sztabu – płk Michał Chiliński[1]
  - kwatermistrz – płk Leitel[1]

Teren działania Grupy Operacyjnej „Wisła” podzielono na dwa obszary: „S” – Sanok i „R” – Rzeszów. Pierwszym z nich osobiście dowodził gen. Mossor, a drugim płk Ignacy Wieliczko.

### Skład grupy
W skład obszaru „S” wchodziły jednostki:
- 6 Dywizja Piechoty – 1 935 żołnierzy; d-ca – płk Wiktor Sienicki
  - 2 kombinowany pułk piechoty
  - 6 kombinowany pułk piechoty
- 7 Dywizja Piechoty – 2 549 żołnierzy; d-ca – płk dypl. Jan Kobylański
  - 7 kombinowany pułk piechoty (sztab na bazie 35 Pułku Piechoty)
  - 10 kombinowany pułk piechoty (sztab na bazie 29 Pułku Piechoty)
  - 11 kombinowany pułk piechoty (sztab na bazie 42 Pułku Piechoty)
- 8 Dywizja Piechoty – 2 571 żołnierzy (sztab z GO sztabu 8 Dywizji Piechoty); d-ca – płk Józef Bielecki 
  - 1 kombinowany pułk piechoty
  - 8 kombinowany pułk piechoty (z 32 Pułku Piechoty i 34 Pułku Piechoty)
  - 36 kombinowany pułk piechoty (z 36 Pułku Piechoty i 37 Pułku Artylerii Lekkiej)
- 1 Dywizja KBW – 4 623 żołnierzy; d-ca – płk Roszkowski
  - 1 brygada KBW
    - batalion „Szczecin”
    - batalion „Kielce”
    - batalion „Zmotoryzowany Pułk”

  - 2 brygada KBW
    - batalion „Wrocław”
    - batalion „Poznań”
    - batalion „Łódź”

  - 3 brygada KBW
    - batalion „Bydgoszcz”
    - batalion „Rzeszów”
    - batalion „Gdańsk”

W skład obszaru „R” wchodziły jednostki:
- 9 Dywizja Piechoty – 2 779 żołnierzy (etatowy skład 9 Dywizja Piechoty + kombinowany pułk piechoty); d-ca – Ignacy Wieliczko
  - 4 kombinowany pułk piechoty
  - 26 pułk piechoty
  - 28 pułk piechoty
  - 30 pułk piechoty
- 3 Dywizja Piechoty – 2 835 żołnierzy (podporządkowana 9 Dywizji Piechoty)
  - 3 kombinowany pułk piechoty
  - 5 kombinowany pułk piechoty (sztab na bazie 17 Pułku Piechoty, dowódca ppłk Władysław Wróblewski)
  - 14 kombinowany pułk piechoty
- oddział Milicji Obywatelskiej – 700 ludzi (jako obwód GO)

Ponadto dowództwu GO przydzielono jednostki:
- 12 kombinowany pułk piechoty (odwód dowódcy Grupy Operacyjnej „Wisła”) – 948 żołnierzy (dowódca mjr Bąkowski)
- 5 Pułk Saperów – 460 żołnierzy; d-ca – płk Stanisław Perko
- 1 Pułk Samochodowy – 297 żołnierzy (6 kompanii po 50 samochodów), d-ca – mjr Kazimierz Underko
- kompania zaopatrzenia technicznego
- pododdziały specjalne – 334 żołnierzy
- eskadra łącznikowa lotnictwa (10 samolotów Po-2 i samolot Douglas GP-2)
- pluton ochrony sztabu (1 oficer, 4 podoficerów i 46 szeregowych)

Według różnych wersji GO liczyła 19 335 żołnierzy lub 17 550.
W skład GO „Wisła” weszło również kilkudziesięciu funkcjonariuszy Ministerstwa Bezpieczeństwa Publicznego (MBP) oraz oddział Służby Ochrony Kolei (SOK) w sile 874 ludzi.

## Działania bojowe grupy

### Zadania GO „Wisła”
Państwowa Komisja Bezpieczeństwa w zarządzeniu nr 00189/III z 17 kwietnia 1947 postawiła GO „Wisła” następujące zadania: 
- Zniszczyć bandy UPA w rejonie Sanok – Przemyśl – Lubaczów, przeprowadzając od początku akcji ofensywną działalność operacyjną, która musi być przeprowadzona do końca, aż do całkowitej likwidacji band. W pierwszym rzędzie przeprowadzić wszelkimi środkami atak na ośrodki dyspozycyjne faszystowskiego ruchu UPA.
- Przeprowadzić w ścisłym współdziałaniu z Państwowym Urzędem Repatriacyjnym ewakuację z tego rejonu wszystkich osób narodowości ukraińskiej na ziemie północno-zachodnie, osiedlając je tam w możliwie najrzadszym rozproszeniu
- Ewakuacją będą objęte wszystkie odcienie narodowości ukraińskiej, również też mieszane rodziny polsko-ukraińskie, które współpracowały z UPA.
- W południowo-wschodnim cyplu państwa, na południe od Baligrodu ma być przeprowadzona ewakuacja całkowita.
- Akcja ewakuacyjna ma być przeprowadzona w terminie jak najkrótszym (o ile to możliwe to w ciągu 4-ch tygodni) ze względu na konieczność obsiania gruntów przez nowych osadników na terenach nowego osiedlenia.

Podstawowym  zadaniem  Grupy Operacyjnej „Wisła” była więc likwidacja sił zbrojnych UPA, a pomocniczym – przesiedlenie miejscowej ludności ukraińskiej na tzw. Ziemie Odzyskane.
Sztab Grupy Operacyjnej „Wisła” funkcjonował w ówczesnej siedzibie Powiatowego Urzędu Bezpieczeństwa Publicznego (PUBP) w Sanoku.

### Zadania dywizji
20 kwietnia związki taktyczne otrzymały następujące zadania:
- 6 Dywizja Piechoty (rejon działania – na północ od Krosna) miała zamknąć granicę polsko-czechosłowacką na odcinku Czeremcha – Łupków, rozpoznać i ustalić rejon operowania sotni Stepana Stebelskiego „Chrina”, zlikwidować ją oraz przesiedlić ludność ukraińską z rejonu swego działania. W czasie tej operacji miała ściśle współdziałać z 7 Dywizją Piechoty i 1 Dywizją KBW.
- 7 Dywizja Piechoty (rejon działań – na południe od Sanoka) miała zlikwidować sotnię Jarosława Starucha „Stiaha” oraz przesiedlić ludność ukraińską ze swego pasa działania i ściśle współpracować z 6 i 8 Dywizją Piechoty.
- 1 Dywizja KBW (rejon działań – na południe od Baligrodu) miała zlikwidować sotnię „Bira” i przeprowadzić ewakuację ludności ukraińskiej z południowo-wschodnich części powiatu Lesko. Częścią sił miała zamknąć granicę polsko-czechosłowacką od Łupkowa na wschód. W czasie operacji współdziałać z 6 i 7 Dywizją Piechoty.
- 9 Dywizja Piechoty (wraz z podporządkowaną jej 3 Dywizją Piechoty) miała w rejonie Przemyśla likwidować pododdziały UPA oraz przesiedlić miejscową ludność ukraińską. Ponadto miała zabezpieczyć obszar działania GO „Wisła” z północy i północnego zachodu przed przenikaniem grup UPA z tych kierunków. Otrzymała również zadanie prowadzenia rozpoznania w przyszłym rejonie działań w powiecie Lubaczów.
- 8 Dywizja Piechoty – rejon ograniczony od zachodu rzeką San, od północy rzeką Wiar oraz miejscowościami Wola Korzeniecka i Dobra Szlachecka, od wschodu granicą polsko-radziecką. Miała zlikwidować sotnie Jarosława Kociołka „Kryłacza” i Grzegorza Jankowskiego „Łastiwki” oraz wysiedlić miejscową ludność ukraińską. Miała współdziałać z 7 Dywizją Piechoty (miejsce postoju Kulaszne) i 9 Dywizją Piechoty (miejsce postoju Przemyśl).

### Realizacja

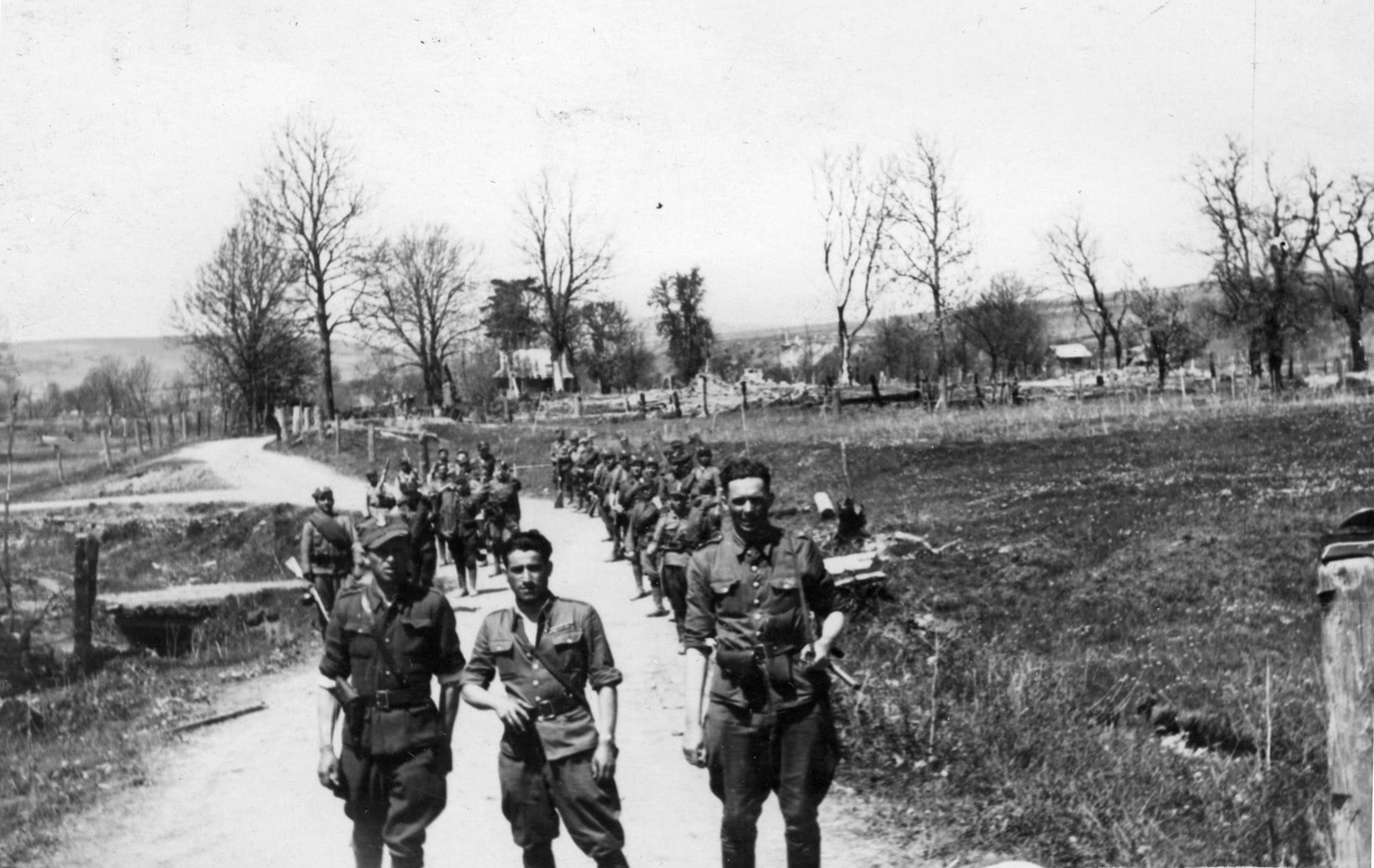
Wola Michowa, pododdział LWP podczas Akcji „Wisła” w 1947

Siły ukraińskich nacjonalistów liczyły wówczas ok. 6 tys. członków OUN, ok. 2,5 tys. w oddziałach UPA, kilkaset funkcjonariuszy SB i ok. 3 tys. członków OUN zgrupowanych w kuszczach.
Akcję „Wisła”, zaplanowaną początkowo na dwa, przeprowadzono w trzech etapach:
- W pierwszym etapie, trwającym od 20 kwietnia do końca maja 1947 najważniejszym zadaniem było rozbicie kureni Petra Mykołenki „Bajdy” i Wasyla Mizerny „Rena” oraz wysiedlenie ludności ukraińskiej i rodzin mieszanych z powiatów: Brzozów, Sanok, Przemyśl, Lesko i częściowo z powiatu Lubaczów.
- W drugim etapie (koniec maja – koniec czerwca 1947), czyli w terminie, w którym pierwotnie zamierzano zakończyć akcję, pododdziały 3 i 7 Dywizji Piechoty prowadziły działania likwidacyjne kureni Wołodymyra Soroczaka „Berkuta” i Iwana Szpontaka „Zalizniaka” oraz wysiedlały ludność ukraińską z powiatów: Jarosław, Lubaczów i Tomaszów Lubelski. 6 Dywizję Piechoty przemieszczono do powiatu Gorlice, Nowy Sącz i Nowy Targ, gdzie zwalczała operujące tam sotnie UPA i wysiedlała ludność łemkowską.
- W trzecim etapie (od końca czerwca do końca sierpnia 1947[6]) prowadzono działania przeciwko pozostałościom rozbitych sotni „Rena” i „Bajdy”, które ukrywały się bądź usiłowały przedostać się przez granicę. Wysiedlano dalej osoby, które uniknęły dotąd wywózki i które powróciły z miejsc przymusowego przesiedlenia.

## Rozwiązanie GO „Wisła”
Zgodnie z zarządzeniem PKB nr 00322/III z 17 lipca generał Mossor rozwiązał z dniem 31 lipca 1947 Grupę Operacyjną „Wisła”. Z tym dniem Akcja „Wisła” została zakończona. Oddziały ludowego Wojska Polskiego z głębi kraju odjechały do swoich macierzystych garnizonów.
Na obszarze województw rzeszowskiego i lubelskiego nie było ani jednej zwartej sotni UPA. Pozostały tylko nieliczne pododdziały i grupy. Między innymi z kurenia „Zalizniaka” pozostały grupy (dawne sotnie) Hryhorija Mazura „Kałynowycza”, Mykoły Tarabana „Tuczy” i Hrihorija Łewki „Kruka”. Każda liczyła nie więcej jak 14–25 osób. Jedynie w powiatach Hrubieszów i Tomaszów Lubelski pozostały grupy – pozostałości sotni Wasyla Krala „Czausa”, Mychajły Dudy „Hromenki” i Mychajły Kuczera „Jara”, każda licząca po 25–45 ludzi. Ogółem liczyły one nie więcej niż 150 osób. Podobnie było w powiatach Przemyśl, Sanok i Lesko: drobne grupy UPA, kuszcze, patrole Służby Bezpieczeństwa OUN oraz łącznicy, liczące 80–100 ludzi. Ogółem pozostałości sił UPA oceniano na około 400 ludzi, a pozostałości kuszczy i SB OUN – na 70 ludzi.

### Dalsza akcja zwalczania oddziałów UPA
Kierownictwo akcją zwalczania tych grup UPA przejęli na siebie dowódcy Okręgów Wojskowych: nr 5 – gen. dyw. Mikołaj Prus-Więckowski oraz nr 7 – gen. dyw. Bolesław Zarako-Zarakowski.
Gen. dyw. Mikołaj Prus-Więckowski wyznaczył do tych działań 9 Dywizję Piechoty, brygadę KBW, dwa bataliony operacyjne i dwa bataliony specjalne, oddział wydzielony KBW, batalion operacyjny KBW. Natomiast gen. dyw. Bolesław Zarako-Zarakowski 3 Dywizję Piechoty, pododdział kombinowany 14 Dywizji Piechoty, dwa bataliony specjalne KBW, batalion specjalny KBW i szwadron jazdy KBW.
Zorganizowano grupy operacyjne:
- Grupa Operacyjna „Sanok” – od 1 sierpnia 1947
- Grupa Operacyjna „Lubaczów” (we wrześniu 1947 przemianowana na Grupa Operacyjna „Gorlice”) – od 26 lipca do 25 listopada 1947
- Grupa Operacyjna „Hrubieszów” – od 21 sierpnia do 25 listopada 1947

## Post scriptum
Ogółem podczas działań GO „Wisła” przeprowadziła 357 operacji i akcji zbrojnych, podczas których zabito 630 członków OUN i UPA, a ponad 820 wzięto do niewoli.
Liczba zabitych obejmuje 120 osób, które zostały skazane na karę śmierci przez Sąd GO „Wisła”. Ponadto 52 osoby otrzymały wyroki wieloletniego więzienia. Po zakończeniu akcji „Wisła” do końca 1947 zginęło jeszcze co najmniej 50 Ukraińców. Do szacunków tych należy dodać straty OUN i UPA na terenie Czechosłowacji, gdzie do 12 listopada 1947 zginęło 60 osób, a ponad 280 dostało się do niewoli.
Rozbito całkowicie sotnie „Kryłacza”, „Łastiwki”, „Stiaha”, „Bryla” i „Wołodi”. Łącznie rozbito i zlikwidowano 75% stanów liczebnych sotni UPA. 
Wojska Grupy Operacyjnej „Wisła” zdobyły w trakcie działań m.in.: 
- 11 ciężkich karabinów maszynowych,
- 107 ręcznych karabinów maszynowych,
- 6 moździerzy,
- 3 ręczne granatniki przeciwpancerne,
- 171 pistoletów maszynowych,
- 701 karabinów,
- 128 pistoletów,
- 303 granaty,
- 571 min,
- 2 radiostacje, 30 magazynów z żywnością, 8 magazynów szpitalnych.

Zniszczono także 1178 różnego rodzaju schronów oraz 302 szałasy.
Podczas walk z grupami i oddziałami OUN i UPA aresztowano 3 627 osób w  tym 436 uzbrojonych. Do Centralnego Obozu Pracy w Jaworznie (decyzją Biura Politycznego KC PPR z 23 kwietnia 1947) odesłano 2 781 Ukraińców. Do 24 lipca z obszaru operacyjnego GO „Wisła” wysłano 431 transportów kolejowych z wysiedlonymi Ukraińcami. Na ziemie zachodnie i północne Polski Ludowej przesiedlono łącznie w tym okresie 136 900 osób narodowości ukraińskiej.
Straty jednostek GO „Wisła” (bez KBW) wyniosły 152 żołnierzy (61 zabitych i 91 rannych). Oprócz tego bardzo wysokie straty spowodowały nieszczęśliwe wypadki (nieostrożne obchodzenie się z bronią, wypadki samochodowe itp.) – zginęło w nich 29, a rannych zostało 97 żołnierzy. Straty KBW wyniosły 32 zabitych i zmarłych z ran żołnierzy.
W okresie trwania akcji „Wisła” zbrojne podziemie ukraińskie dokonało 460 napadów. Zabito 152 osoby cywilne, a 113 raniono. Pododdziały UPA spaliły 1118 budynków, wysadziły 11 mostów i zniszczyły dwie stacje kolejowe.